# Carl Magnus Joachim Petrelli
Carl Magnus Joachim Petrelli, född 9 november 1806 i Vårdsbergs församling, Östergötlands län, död 19 december 1889 i Söderköpings församling, Östergötlands län, var en svensk präst och politiker.

## Biografi
Carl Magnus Joachim Petrelli föddes 1806 på Svistad i Vårdsbergs församling. Han var son till arrendatorn Peter Petersson och Anna Christina Rignelius. Petrelli blev höstterminen 1826 student vid Uppsala universitet och avlade filosofie kandidatexamen vårterminen 1835. Han avlade 16 juni 1836 magistergrad.
Han var teologie och filosofie doktor, sedan 1858 kyrkoherde i Söderköpings och Skönberga församlingar samt en av ledamöterna i prästeståndet för Linköpings stift vid ståndsriksdagen 1865–1866.

### Familj
Petrelli gifte sig 24 juli 1842 med Ebba Elisabeth Sophia af Ekenstam (1823–1895), dotter till lektorn Fabian Wilhelm af Ekenstam i Linköping och Sophia Charlotta Zachrisson. De fick tillsammans barnen Ebba Christina Sofia Petrelli (1843–1902) som var gift med lektorn Gustaf Jakob Keijser vid högre lärarinneseminariet i Stockholm, Uma Amalia Vilhelmina Petrelli (1845–1851), Carl Vilhelm Amadeus Petrelli (1849–1853) och krigsarkivarien Johannes Petrelli (född 1853).